# Gretha Smit
Gretha Smit (Rouveen, 20 januari 1976) is een Nederlands voormalig schaatsster. Ze schaatste van 2002 tot en met 2008 bij DPA dat later Team Telfort werd onder leiding van Ingrid Paul. In seizoen 2008/2009 schaatste ze voor de Hofmeier-formatie, maar nog in dat seizoen maakte ze bekend te stoppen.

## Biografie
Smit nam in 1992 deel aan de Wereldkampioenschappen inline-skaten in Rome. Daar won ze zilver op de halve marathon (21.097,5 m) en brons op de 10.000 meter afvalkoers.
Hierna legde Smit zich in eerste instantie geheel toe op het marathonschaatsen. Bij de Vijftiende Elfstedentocht in 1997 eindigde ze als tweede vrouw. Met zus Jenita domineerde ze jarenlang het marathoncircuit. Smit werd viermaal Nederlands kampioen op kunstijs (2000, 2001, 2002 en 2004), eenmaal Nederlands kampioen op natuurijs (1995) en won twee keer het Open NK marathon op natuurijs (1998 en 2000) die beide in Oostenrijk op de Weissensee bij Techendorf plaatsvonden. Ook in 1998 en 2000 en in 2001 won ze de Alternatieve Elfstedentocht op de Weissensee.
Als haar in 2001 wordt gevraagd om een 5000 meter te rijden om 'eens te zien hoe snel die gaat', gaat het snel, want Smit weet zich vervolgens te kwalificeren voor de Olympische Winterspelen 2002 in Salt Lake City. Daar behaalt ze de zilveren medaille in een Nederlands record, wat haar de bijnaam 'Salt Lake Smitty' oplevert. In 2003 kreeg ze hiervoor de Ard Schenk Award uitgereikt.
Smit nam twee keer deel aan een internationaal allroundtoernooi. Op het EK Allround van 2004 eindigde ze op de zesde plaats en veroverde op de 3000 en 5000 meter de gouden afstandsmedaille. Hetzelfde jaar eindigde ze op het WK Allround op de zevende plaats in het klassement en veroverde op de 3000m de zilveren en op de 5000m de gouden afstandsmedaille.
Na allerlei blessureleed weet ze zich in december 2005 als derde rijdster te kwalificeren voor de 5000 meter voor de Olympische Winterspelen 2006 in Turijn. Vanwege een teleurstellende prestatie van Moniek Kleinsman op de 3000 meter kreeg Nederland twee startplekken op de langste vrouwenafstand toegewezen en moest Smit noodgedwongen vanaf de tribune toekijken.
Aan het begin van het seizoen 2007/2008 wordt Smit Nederlands kampioene op de 5000 meter en pakt ze het zilver op de 3000 meter. Hiermee plaatst ze zich direct voor de beide afstanden voor de Wereldbekerwedstrijden van het seizoen. Tijdens de wereldbekerwedstrijden 5000 meter op de IJsbaan van Kolomna reed Smit in de B-groep een tijd die vier honderdste sneller was dan de winnares Martina Sáblíková: 6.53,63.
In februari 2008 voelde Smit zich grieperig, waardoor ze de deelname op de 3000 meter tijdens de wereldbekerfinale in Thialf aan zich voorbij moest laten gaan. Hierdoor miste ze een startbewijs voor het WK Afstanden in Nagano.
Begin 2009 werd ze op de Oostvaardersplassen 12e tijdens het NK marathon op natuurijs. Bij het NK Afstanden 2010 eindigde Smit op de 5000 meter als derde. Op 21 november 2009 eindigde Smit tijdens de world-cupwedstrijd in Hamar als achttiende in de B-groep in 7.23,46. Na afloop gaf Smit aan last te hebben van haar onderbeen waar ze twee jaar daarvoor aan is geopereerd en dat ze dacht aan stoppen. Twee dagen later maakte ze in het NOS-Radio 1-journaal bekend dat ze daadwerkelijk stopt met de wedstrijdsport, inclusief het marathonschaatsen.

## Omkoopschandaal
Op 13 december 2009 zond Studio Sport een reportage uit waarin beweerd werd dat Smit betrokken zou zijn bij een omkoopschandaal. Volgens deze reportage zou Team Telfort geprobeerd hebben tijdens de Olympische Spelen van 2006 in Turijn een startplek te kopen van de Poolse schaatsster Katarzyna Wójcicka.. Gretha Smit zelf en haar toenmalige trainster Ingrid Paul ontkenden hiervan geweten te hebben. Sportkoepel NOC*NSF en schaatsbond KNSB lieten een onafhankelijke commissie instellen die de affaire rond Gretha Smit ging onderzoeken. Tijdens de presentatie van het rapport bleek er inderdaad sprake van te zijn dat Smit en haar toenmalige team geld hadden geboden aan Wójcicka. Door de uitkomst van het rapport kon het NOC*NSF of de KNSB sancties opleggen. Op 16 oktober 2010 gebeurde dit inderdaad: NOC*NSF en de KNSB wilden tot en met de Olympische Spelen van 2014 niet meer samenwerken met de oud-schaatsster. Ook kwam Smit een jaar lang niet in aanmerking voor een nieuwe schaatslicentie.

## Langebaan

### Persoonlijke records
| Afstand    | Tijd    | Datum            | Baan           |
| ---------- | ------- | ---------------- | -------------- |
| 500 meter  | 42,18   | 7 februari 2004  | Hamar          |
| 1000 meter | 1.28,94 | 26 februari 1994 | Deventer       |
| 1500 meter | 2.02,02 | 8 februari 2004  | Hamar          |
| 3000 meter | 4.03,80 | 4 maart 2007     | Calgary        |
| 5000 meter | 6.49,22 | 23 februari 2002 | Salt Lake City |

### Resultaten
| Jaar | NK Allround | EK Allround | WK Allround | NK Afstanden              | WK Afstanden      | Olympische Spelen       |
| ---- | ----------- | ----------- | ----------- | ------------------------- | ----------------- | ----------------------- |
| 1994 |             |             |             | 12e 3000m 8e 5000m        |                   |                         |
| 1995 | 14e         |             |             | 14e 3000m                 |                   |                         |
|      |             |             |             |                           |                   |                         |
| 2002 |             |             |             |                           |                   | 11e 3000m · 5000m       |
| 2003 |             |             |             |                           | 3000m · 5000m     |                         |
| 2004 | Zilver      | 6e          | 7e          | 10e 1500m · 3000m · 5000m | 3000m · 5000m     |                         |
| 2005 |             |             |             | 3000m · 5000m             | 8e 3000m 8e 5000m |                         |
| 2006 |             |             |             | 5e 3000m · 5000m          |                   | 6e ploegenachtervolging |
| 2007 | 8e          |             |             | 8e 3000m · 5000m          | 8e 5000m          |                         |
| 2008 | NC15        |             |             | 3000m · 5000m             |                   |                         |
| 2009 |             |             |             | 4e 3000m · 5000m          |                   |                         |
| 2010 |             |             |             | 6e 3000m · 5000m          |                   |                         |

- = geen deelname
NC# = niet gekwalificeerd voor de laatste afstand, maar wel als # geëindigd in de eindrangschikking

### Medaillespiegel
| Kampioenschap     | Goud · | Zilver · | Brons · |
| ----------------- | ------ | -------- | ------- |
| NK Afstanden      | 4      | 4        | 2       |
| NK Allround       | 0      | 1        | 0       |
| WK Afstanden      | 0      | 2        | 2       |
| Olympische Spelen | 0      | 1        | 0       |